# 월드 레슬링 올 스타스
월드 레슬링 올 스타즈 (World Wrestling All-Stars , 약자 WWA)는 호주의 프로레슬링 단체이다.
2001년 WCW, ECW 파산 이후 생겨난 단체로, 2003년을 마지막으로 역사속으로 사라졌으나 , 2017년 6월 28일 새로운 오너믈 맞이하면서 14년만의 재출범을 앞두고 있다.